# Pere Morey i Severa
Pere Morey i Severa (* 23. Dezember 1941 in Palma; † 5. November 2019) war ein Katalanischer Autor.

## Leben
Er wurde in Palma de Mallorca zum Diplomkaufmann ausgebildet und studierte in Barcelona Ökonomie. In den 1960er Jahren nahm er an einem dreimonatigen deutsch-spanischen Studentenaustausch teil und besuchte so Nürnberg. In besonderem Maße interessierte er sich für Oper, Ballett und Kabarett.
Pere Morey i Severa veröffentlichte eine große Zahl von Novellen und Theaterstücken.
Pere Morey i Servera hatte zusammen mit seiner Frau Assumpta Suau Noguera vier Kinder.

## Werke (Auswahl)
- 1979: Rondalles pels qui les saben totes
- 1984: Pedres que suren
- 1984: Rondalles pels qui els agrada la història
- 1984: La ciàtica de mossèn Blai i altres rondalles picantetes
- 1986: Una olor com de fera
- 1987: Rondalles pels qui els agraden blanques
- 1987: Operació Verge Negra
- 1987: L'anell de Boken-Rau (I)
- 1987: Dia D a Santa Ponça
- 1989: Però... Tu no eres mort?
- 1990: Mai no encalcis un cec a les fosques
- 1992: Mai no moriràs, Gilgamesh!
- 1993: El llaüt de vela negra
- 1993: L'anell de Boken-Rau (II)
- 1994: Allò que conta el vent del desert
- 1995: Al començament fou el foc
- 1995: La simfonia dels adéus
- 1996: La volta al món en 8 rondalles
- 1998: Llibre de Geografantasia i contes
- 1998: El darrer pregó d'Abú Yahià
- 1999: El templer i l'arquitecte
- 2000: El sol mai no es pon (sobre els meus fills)
- 2002: La metgessa càtara
- 2003: Les descomunals aventures del cavaller de l'armadura abonyegada
- 2008: Peix de prémer
- 2009: Pirènia, el país que mai no va existir
- 2011: Els casos més espaterrants de l'inspector Tellini Alpesto
- 2013: La magrana de foc
- 2013: Lluna negra
- 2015: La darrera canonada. Mallorca 1701-1715.

### Kinder- und Jugendtheater
- Sagran, 1981.
- La flor romanialíssima, 1982.
- Set missatges per en Joanet, 2006.
- Sagran 2-0 (no és més que un mirall), 2006.

## Weblink
- Pere Morey 1941–2019. In: Associació d'Escriptors en Llengua Catalana. Abgerufen am 14. April 2023 (katalanisch).